# Sächsisches Industriemuseum

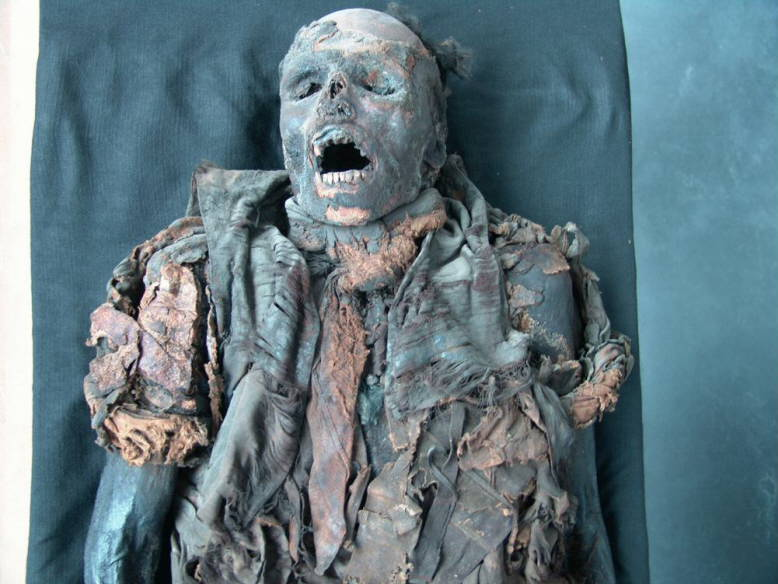
Tjärmumien i Chemnitz

Sächsisches Industriemuseum är ett industrihistoriskt museum i den tyska delstaten Sachsen. Museet är decentraliserat och består av  Industriemuseum i Chemnitz, Westsächsisches Textilmuseum i Crimmitschau, tenngruvan i Ehrenfriedersdorf och brikettfabriken i Knappenrode. 2005 erhöll Sächsisches Industriemuseum hederspris i tävlingen om årets europeiska museum.[källa behövs]

## Tjärmumien
Ett av museets mer kända exponat är tjärmumien, ett mumifierat människolik som finns utställt på Industrimuseet i Chemnitz sedan 2003. År 1884 hittades liket efter en okänd, 166 cm lång man i en tjärbehållare i gasverket i Chemnitz. Liket begravdes för att 23 år senare, 1907, tas upp ur graven för vidare undersökning vid Rättsmedicinska institutet i Leipzig. Granskningen visade att liket hade mumifierats fullständigt. På grund av påverkan av tjära på kroppen och arbetskläder har tjärmumien hållit sig välbevarad.

## DKW
2010 öppnades en permanent utställning kring bil- och motorcykelmärket DKW. Företaget grundades 1916 i staden Zschopau i Sachsen av den danske industrialisten Jörgen Skafte Rasmussen.